# بار-أولوف أولسون
بار-أولوف أولسون (بالسويدية: Pär-Olof Ohlsson)‏ هو لاعب كرة قدم سويدي في مركز الهجوم، ولد في 8 يناير 1954 في فاربيرغ في السويد. لعب مع نادي أورغريته ونادي نورشوبينغ.